# Chorisoneura splendida
Chorisoneura splendida är en kackerlacksart som beskrevs av Morgan Hebard 1926. Chorisoneura splendida ingår i släktet Chorisoneura och familjen småkackerlackor. Inga underarter finns listade i Catalogue of Life.